# Гахенбах
Гахенбах (нім. Gachenbach) — громада в Німеччині, розташована в землі Баварія. Підпорядковується адміністративному округу Верхня Баварія. Входить до складу району Нойбург-Шробенгаузен. Складова частина об'єднання громад Шробенгаузен.
Площа — 30,24 км2. Населення становить 2576 ос. (станом на 31 грудня 2020).

## Галерея

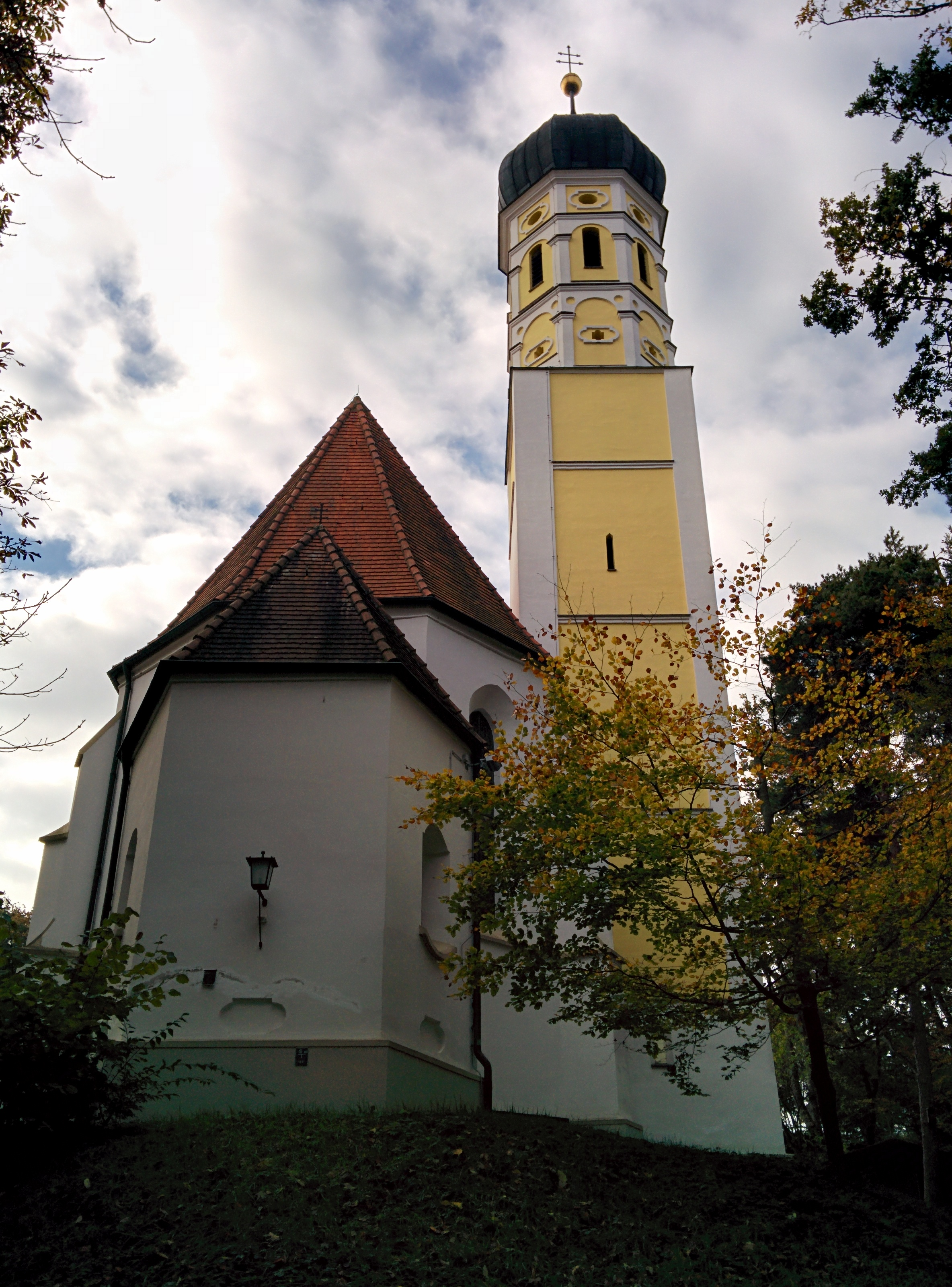